# NGC 2432
NGC 2432 је расејано звездано јато у сазвежђу Крма које се налази на NGC листи објеката дубоког неба.
Деклинација објекта је - 19° 4' 36" а ректасцензија 7h 40m 53,0s. Привидна величина (магнитуда) објекта NGC 2432 износи 10,2. NGC 2432 је још познат и под ознакама OCL 620, ESO 560-SC6.